# Dyslocosaurus
Dyslocosaurus („obtížně zařaditelný ještěr“) byl rod sauropodního dinosaura z čeledi Dicraeosauridae, který žil v období pozdní jury (asi před 150 miliony let) na území dnešního Wyomingu v USA. Jeho příslušnost ke geologickému souvrství Lance (které má pozdně křídové stáří a je tak o zhruba 80 milionů let mladší) je však pochybné.

## Historie
Holotyp nese označení AC 663 a je uložen ve sbírkách instituce Beneski Museum of Natural History (Amherst College) ve státě Massachusetts. V roce 1992 popsali paleontologové John Stanton McIntosh, William Coombs a Dale Russell tento materiál jako druh Dyslocosaurus polyonychius (doslova "obtížně zařaditelný ještěr s mnoha drápy"). Reflektovali tak špatnou úroveň zachování a fragmentárnost nálezu, stejně jako vysoký počet dochovaných fosilních drápů. Později se někteří paleontologové začali domnívat, že se ve skutečnosti jedná o chiméru, tedy taxon složený z více různých jedinců. V roce 2015 nicméně rozsáhlý výzkum potvrdil, že se pravděpodobně jedná o zástupce čeledi Rebbachisauridae a jde tak teprve o druhého zástupce této skupiny, známého ze Severní Ameriky (po rodu Suuwassea).

## Rozměry
Podle amerického badatele Gregoryho S. Paula mohl tento sauropod měřit přibližně 18 metrů a na délku a vážil pouze kolem 5 tun. Jednalo se tedy o velmi štíhlého a relativně lehce stavěného sauropoda.